# تنک‌بالان
تنک‌بالان (نام علمی: Diapriidae) نام یک تیره از بالاخانواده پیش‌لکه‌دارواران است.